# Опера. Хроники убойного отдела
«Опера́. Хроники убойного отдела» — российский детективный телевизионный сериал.

## История создания
Начало показа — 9 ноября 2004 г. Каждый эпизод сериала разделён на две серии. Одним из авторов сценария и одновременно консультирующим в создании сериала стал Андрей Кивинов — бывший сотрудник милиции, автор книг в жанре «детектив».

## Сюжет
Сериал повествует о работе органов следствия — сотрудниках ОУР РУВД Адмиралтейского района, которые расследуют наиболее сложные, интересные и тяжкие преступления. Сериал раскрывает внутреннюю сторону службы в органах милиции. Фактически сериал является частью сериала "Улицы разбитых фонарей".

## Список серий
| Сезон | Сезон | Серий | Премьера        | Конец          |
| ----- | ----- | ----- | --------------- | -------------- |
|       | 1     | 25    | 9 ноября 2004   | 10 ноября 2005 |
|       | 2     | 24    | 13 марта 2006   | 20 апреля 2006 |
|       | 3     | 24    | 25 октября 2006 | 14 июня 2007   |

### Опера. Хроники убойного отдела-1 (2004-2005)
| № серии | Номер в сериале | Название серии                 | Дата оригинального показа |
| --- | --------------- | ------------------------------ | ------------------------- |
| 12 | 12              | «Почерк убийцы»                | 9 и 10 ноября 2004        |
| В Питере убивают милиционеров. По «почерку» убийств (преступник оставляет на своих жертвах характерную метку – карты масти «пик» - и совершает их с определенной последовательностью) можно предположить, что в городе действует серийный убийца. Сложное расследование становится делом чести для питерских оперов. |                 |                                |                           |
| 34 | 34              | «Ищи деньги»                   | 11 и 12 ноября 2004       |
| Совершено покушение на учителя математики. Кому мог помешать скромный учитель, примерный семьянин? |                 |                                |                           |
| 56 | 56              | «Час Икс»                      | 15 и 16 ноября 2004       |
| В Питере готовится террористический акт. |                 |                                |                           |
| 78 | 78              | «Автокоп»                      | 17 и 18 ноября 2004       |
| История про то, как Толя Дукалис купил по случаю древний «Мерседес» 1979 года выпуска, который стал своеобразным помощником оперов в предотвращении и раскрытии преступлений. |                 |                                |                           |
| 9 | 9               | «Последний роман королевы»     | 22 ноября 2004            |
| Известная писательница – автор нашумевших детективов, покончила с собой. Но постепенно выясняются некоторые детали, по которым становится очевидным, что её смерть – не самоубийство. Кто виновен в смерти «королевы жанра»? |                 |                                |                           |
| 1011 | 1011            | «Сектор обстрела»              | 23 и 24 ноября 2004       |
| В районе происходит несколько убийств. Это похоже на некое восстановление справедливости, потому что убивают именно тех, кто сам заслуживает наказания. Кто мог взять на себя право «вершить суд»? Павлу Иконникову – новому сотруднику отдела - удается вычислить убийцу, но виновен ли тот или и сам в какой-то степени является жертвой? |                 |                                |                           |
| 12 | 12              | «Опасный свидетель»            | 25 ноября 2004            |
| Маленький мальчик становится случайным свидетелем убийства. |                 |                                |                           |
| 1314 | 1314            | «Халтурка»                     | 29 и 30 ноября 2004       |
| Молодая журналистка Зойка, по прозвищу «Папарацци», оказывается невольной свидетельницей сговора об убийстве её коллеги – журналиста Красноутского |                 |                                |                           |
| 1516 | 1516            | «Балтийский цирюльник»         | 1 и 2 декабря 2004        |
| Жена известного предпринимателя Никитина делает заявление в милицию о пропаже мужа. Почти одновременно с этим в маленьком городке недалеко от Питера найден труп мужчины, похожего на пропавшего Никитина. Проведенное опознание доказывает, что убитый и есть тот самый предприниматель Никитин. Вот только обстоятельства, в которых он оказался перед смертью, кажутся очень странными: местный бомж видел, как ночью на площади городка Приозерска остановился серебристый «Мерседес», из него вышел совершенно голый мужчина (Никитин) и спросил, в какой стороне Питер... |                 |                                |                           |
| 1718 | 1718            | «Кто хочет стать миллионером?» | 6 и 7 декабря 2004        |
| Сын известного московского олигарха, возвращаясь с вечеринки в веселой компании, сбивает на своем шикарном автомобиле двух молодых ребят, один из которых умирает на месте, а второй отправлен в больницу. Поскольку московские следственные органы опасаются давления «сверху», руководство обращается к Питерским коллегам с просьбой прислать независимого опытного опера. Выбор Петренко падает на Дукалиса. |                 |                                |                           |
| 19 | 19              | «Несколько мгновений безумия»  | 8 декабря 2004            |
| В городе совершено несколько убийств. Преступления объединяет одна странная деталь: около каждого трупа (все убитые - мужчины) милиционеры находят томик редкого издания из собрания сочинений Шекспира. Сюжет этой серии позаимствован из кинофильма «Море любви» (США, 1989 г.), снятого по сценарию известного американского писателя Ричарда Прайса. |                 |                                |                           |
| 20 | 20              | «Стрелка»                      | 9 декабря 2004            |
| Настя с Кондаковым приезжают в Москву. Настя взяла отпуск, и Кондаков надеется, что, наконец-то, им удастся нормально провести время вдвоем: никто не будет звонить Насте в тот момент, когда они с Кондаковым уже переступили порог театра, ресторана, не придется отменять намеченные встречи |                 |                                |                           |
| 21 | 21              | «Двойная ошибка»               | 25 апреля 2005            |
| В номере одной из московских гостиниц обнаружен труп известного питерского бизнесмена и политика Виктора Кравцова. Рядом с ним находят и убитую девушку, некую Светлану Жукову. |                 |                                |                           |
| 2223 | 2223            | «Коллекционер»                 | 26 и 27 апреля 2005       |
| В своей квартире убит бизнесмен Краснов, известный коллекционер живописи. Оперативникам удалось установить, что картина, которая недавно появилась в галерее, ранее принадлежала Краснову и после его убийства числится пропавшей. |                 |                                |                           |
| 24 | 24              | «Раз плюнуть»                  | 28 апреля 2005            |
| Перед самым Hовым годом подполковник Петренко получает приказ из Управления: первого января в 12 часов дня один из его подчиненных должен явиться на детский утренник, чтобы рассказать "про будни милицейской службы" |                 |                                |                           |
| 25 | 25              | «Простой мотив»                | 10 ноября 2005            |
| В своем подъезде убиты молодой человек Сергей и его девушка Мария… |                 |                                |                           |

### Опера. Хроники убойного отдела-2 (2005)
| № серии | Номер в сериале | Название серии          | Дата оригинального показа |
| --- | --------------- | ----------------------- | ------------------------- |
| 1 | 26              | «Охота на шубы»         | 13 марта 2006             |
| В Питере появился преступник, который нападает в лифтах на женщин, одетых в дорогие шубы. |                 |                         |                           |
| 2 | 27              | «Родная кровь»          | 14 марта 2006             |
| Положение, в которое попал бизнесмен Ярцев, не из лучших: любовница заявляет, что беременна, но развестись предприниматель не может. |                 |                         |                           |
| 34 | 2829            | «Один процент сомнения» | 15-16 марта 2006          |
| Опера расследуют два убийства, произошедшие почти одновременно: задушена пенсионерка Бирюкова, которая завещала свою квартиру молодой маникюрше Уваровой, проживающей в коммуналке. А через несколько дней застрелен директор оздоровительного центра Фирсов. |                 |                         |                           |
| 5 | 30              | «Глухарь»               | 20 марта 2006             |
| Жена бизнесмена Андрея Быкова Лариса узнает, что супруг возвращается с охоты раньше времени. Она выпроваживает любовника и спускается к подъезду встретить мужа |                 |                         |                           |
| 6 | 31              | «Черная вдова»          | 21 марта 2006             |
| История о том........ |                 |                         |                           |
| 78 | 3233            | «Питерский транзит»     | 22-23 марта 2006          |
| Дукалис задержан по обвинению в убийстве сотрудника ГИБДД. |                 |                         |                           |
| 910 | 3435            | «Зелень»                | 27-28 марта 2006          |
| В подвале заброшенного здания обнаружен труп старика |                 |                         |                           |
| 1112 | 3637            | «Хромой чёрт»           | 29-30 марта 2006          |
| На железнодорожных путях обнаружен труп мужчины, у которого вместо левой ноги - протез. |                 |                         |                           |
| 13 | 38              | «Это шоу-бизнес»        | 3 апреля 2006             |
| Модный рок-музыкант Стас Грачев собирается ехать на фестиваль "Кинотавр", где должна состояться премьера фильма, в котором он снялся. Однако незадолго до отъезда происходит ряд событий, свидетельствующих о том, что кто-то хочет убить Грачева. Причем, неприятные события происходят накануне тридцатипятилетия музыканта, которому предсказательница нагадала смерть именно в тридцать пять лет… |                 |                         |                           |
| 1415 | 3940            | «Черный чулок»          | 4-5 апреля 2006           |
| В Питере действует серийный убийца. Он душит женщин черным чулком, при этом не грабит и не насилует |                 |                         |                           |
| 16 | 41              | «Исповедь»              | 6 апреля 2006             |
| После серьезной размолвки с Кондаковым Настя Абдулова находится в подавленном состоянии. Ларин понимает, что нужно срочно отправлять её в отпуск |                 |                         |                           |
| 17 | 42              | «Закон жанра»           | 10 апреля 2006            |
| Писатель Панов приносит в издательство новые повести. Редактор признается, что с удовольствием напечатал бы их, но современный рынок требует другого: читателю боевики да триллеры подавай. Панов признается, что это - не его жанр, так как в криминалистике он не силен. Редактор советует пообщаться с милицией                                                                                    |                 |                         |                           |
| 18 | 43              | «Завещание»             | 11 апреля 2006            |
| Убит известный коллекционер. Из квартиры пропали все ценности и редкая коллекция золотых монет. В ходе следствия стало известно, что в день убийства к коллекционеру приезжал его сын Иван |                 |                         |                           |
| 19 | 44              | «Воспитатель»           | 12 апреля 2006            |
| Группа иностранных туристов, любовавшаяся городским пейзажем, замечает в воде одного из питерских каналов труп мужчины. |                 |                         |                           |
| 20 | 45              | «Непутевая»             | 13 апреля 2006            |
| Вор, забравшийся ночью в квартиру к владельцу сети магазинов Панину, обнаруживает в шкафу труп молодой женщины. Экспертизой установлено, что она была задушена накануне |                 |                         |                           |
| 2122 | 4647            | «Фото на память»        | 17-18 апреля 2006         |
| В отделение милиции странной неуверенной походкой заходит мужчина и падает лицом вниз. |                 |                         |                           |
| 2324 | 4849            | «Тело и дело»           | 19-20 апреля 2006         |
| Накануне заключения важной сделки в банке исчезает ключевой сотрудник Вадим Калугин, который курировал эту сделку. |                 |                         |                           |

### Опера. Хроники убойного отдела-3 (2006-2007)
| № серии | Номер в сериале | Название серии          | Дата оригинального показа |
| --- | --------------- | ----------------------- | ------------------------- |
| 12 | 5051            | «Сафари для покойника»  | 25 октября 2006           |
| Иконникову случайно попадается на глаза папка со старым делом о гибели некоего Валентина Батенина. В документах говорится, что мужчина погиб в автокатастрофе во время отдыха в Египте. Но Иконников хорошо помнит, как во время своей службы в Чечне в перестрелке случайно убил этого самого Батенина, оказавшегося почему-то на стороне врага.                                                                                              |                 |                         |                           |
| 3 | 52              | «Чужая»                 | 26 октября 2006           |
| Чувство одиночества и равнодушие родных и близких нередко оборачиваются для молодых трагедией. Так было и на этот раз: погибла девочка-подросток Варя Чулимова. |                 |                         |                           |
| 4 | 53              | «Ключ к разгадке»       | 26 октября 2006           |
| Владелец туристического агентства Осипов падает с крыши здания, в котором находилось его агентство. Криминальная экспертиза подтверждает, что гибель Осипова не трагическая случайность. Ему кто-то "помог" упасть. Остается только выяснить кто. |                 |                         |                           |
| 56 | 5455            | «Сквозное ранение»      | 30 октября 2006           |
| В аптеку приходит мужчина, становится в очередь и вдруг падает на стеклянный стеллаж с лекарствами… |                 |                         |                           |
| 78 | 5657            | «Случайная встреча»     | 31 октября 2006           |
| Случайно встречаются две давние знакомые - Инна и Анжела. Когда-то они вместе учились и были подругами. Но потом, как часто водится, судьба их развела, и они надолго потеряли друг друга из вида. Вроде бы обе женщины искренне рады встрече, вновь пытаются наладить приятельские отношения - но это только на первый взгляд. |                 |                         |                           |
| 9 | 58              | «Частный случай»        | 1 ноября 2006             |
| Бизнесмена взрывают в его собственной машине, да так, что опознать его удаётся только по часам и обручальному кольцу. В последнее время у него были проблемы с кредиторами и партнёрами, ему угрожали. Но кому именно была выгодна его смерть? |                 |                         |                           |
| 10 | 59              | «Драгоценные письма»    | 1 ноября 2006             |
| Бывший заключенный Кирилл Завьялов наконец-то вышел на свободу. Он едет на свидание с девушкой Яной, с которой у него завязалась переписка, пока он отбывал срок. Встреча назначена в ювелирном магазине, в котором Яна работает продавщицей. Как только Кирилл заходит в салон, гаснет свет, раздается звук ударов. |                 |                         |                           |
| 11 | 60              | «Шантаж»                | 2 ноября 2006             |
| У молодой семейной пары похищают ребенка. Опера устанавливают в квартире пострадавших "прослушку". И вот, наконец, раздается звонок: преступники выдвигают свои требования. Операми разрабатывается операция по поимке бандитов. Однако в момент передачи денег мать мальчика с ужасом обнаруживает, что в плену у киднепперов был чужой ребенок.                                                                                              |                 |                         |                           |
| 12 | 61              | «Черная метка»          | 2 ноября 2006             |
| В поле зрения милиции попадает некий Жмуров, квартирный кидала. Его "берут" на вокзале с поличным, в тот момент когда он пытается сдать на длительный срок квартиру, снятую им самим всего на неделю. Во время обыска у Жмурова находят паспорт, принадлежащий убитому охраннику. В связи с этим дело Жмурова передают в убойный отдел и поручают вести Дукалису.                                                                              |                 |                         |                           |
| 13 | 62              | «Протечка»              | 7 февраля 2007            |
| Произошло событие, в которое трудно поверить: родственников полковника Петренко – жену и приехавшего погостить внука – взяли в заложники! Бандиты требуют, чтобы в обмен на жизнь близких Петренко выпустил захваченного операми опасного рецидивиста. |                 |                         |                           |
| 14 | 63              | «Падение в преисподнюю» | 7 февраля 2007            |
| Молодая женщина по имени Ольга выходит замуж за солидного человека - владельца туристического агентства Олега Ломова, который в два раза старше своей будущей жены. В самый разгар свадьбы происходит непоправимое: жених выпадает из окна второго этажа. Несмотря на то что падение произошло с не очень большой высоты, муж Ольги разбивается насмерть. Свидетели утверждают, что в момент трагедии он находился в изрядном подпитии.        |                 |                         |                           |
| 15 | 64              | «Счастливчик»           | 8 февраля 2007            |
| Оперативники в канализационном люке находят труп известного предпринимателя Вадима Токарева. Кто же убил бизнесмена? Поначалу подозрение падает на его брата Алексея, с которым Токарев незадолго до гибели крупно поссорился. К тому же в ходе расследования выясняется, что Леша был любовником жены покойного. Но вскоре обнаруживаются доказательства его непричастности к убийству.                                                       |                 |                         |                           |
| 16 | 65              | «Слезы дракона»         | 8 февраля 2007            |
| Подружка Соратника Надя знакомится с интеллигентным старичком Пироговым. |                 |                         |                           |
| 17 | 66              | «Шоу продолжается»      | 12 февраля 2007           |
| По одному из небольших телевизионных каналов идет шоу под названием "Скелет в шкафу". В основе сюжетов передачи лежат подлинные криминальные истории, которые пронырливый ведущий Слава Зацепин немного "перерабатывает", меняя реальные фамилии фигурантов на вымышленные. |                 |                         |                           |
| 18 | 67              | «Стервятник»            | 12 февраля 2007           |
| В кабинке моментального фото убивают мужчину. В ходе расследования выясняется, что убитый Орлов работал охранником в супермаркете. И, по свидетельству одной из сотрудниц магазина, он наладил своеобразный "бизнес" прямо на рабочем месте - отслеживал покупателей, нечистых на руку или просто рассеянных, "припирал их к стенке" с неоплаченным товаром и в обмен на своё молчание требовал деньги.                                        |                 |                         |                           |
| 19 | 68              | «Белый сон»             | 13 февраля 2007           |
| В частной квартире находят труп молодой женщины - Елены Светловой. Подозрение падает на её мужа, так как в последнее время у семейной пары не складывались отношения. К тому же операм становится известно, что у Светлова есть любовница. Однако у супруга погибшей - твердое алиби. |                 |                         |                           |
| 20 | 69              | «Сумасшедший взрыв»     | 13 февраля 2007           |
| В собственном автомобиле взорван главврач психбольницы Буркин. Жена погибшего утверждает, что совершить преступление мог только сосед – известный всему дому пьяница и дебошир Колян Колыванов. Он враждовал с семейством Буркиных и однажды уже поджигал их машину. Тем не менее выясняется, что в момент убийства хулиган был мертвецки пьян и спал, к тому же в крови у Колыванова обнаруживают высокое содержание клофелина.               |                 |                         |                           |
| 2122 | 7071            | «Ян и Инь»              | 13 июня 2007              |
| Бизнесмен Вахрушев возвращается из круиза и обнаруживает, что пока он отсутствовал, исчезла его жена Тамара. Во время осмотра квартиры опера обнаруживают на балконе труп мужчины – некоего Соловейчика, человека с богатым криминальным прошлым, а в ванной – следы крови, которая по группе совпадает с кровью Тамары Вахрушевой. Вскоре находят и её труп.                                                                                  |                 |                         |                           |
| 2324 | 7273            | «Курьер»                | 14 июня 2007              |
| Фотокорреспондент Дмитрий Холин отправляется с подружкой Леной Носовой на дачу. Возвращаясь утром в город, он видит, как охранники лидера политической партии, на пресс-конференции которого они были накануне, переговариваются с каким-то бородатым человеком в широкополой шляпе и длинном пальто, потом выгружают из микроавтобуса трупы. Холину удается это заснять. Один из охранников замечает Холина, и они бросаются за ним в погоню. |                 |                         |                           |

## Главные роли
- Юрий Кузнецов — подполковник/полковник милиции Юрий Александрович Петренко, по прозвищу «Мухомор», начальник РУВД Адмиралтейского района Санкт-Петербурга
- Алексей Нилов — майор милиции Андрей Васильевич Ларин, начальник ОУР
- Сергей Селин — капитан милиции Анатолий Валентинович Дукалис, старший оперуполномоченный
- Анастасия Мельникова — капитан милиции Анастасия Рюриковна Абдулова, старший оперуполномоченный
- Владимир Шевельков — старший лейтенант милиции Павел Иконников, оперуполномоченный
- Юрий Тарасов — лейтенант/старший лейтенант милиции Иван Соратник, оперуполномоченный
- Борис Хвошнянский — капитан/майор милиции Порфирий Петрович Княженко-Гнедич, старший оперуполномоченный из г. Олонец респ. Карелии, переведённый затем в Адмиралтейское РУВД Санкт-Петербурга

## В ролях
- Андрей Обарухин — Витя Тёткин (1—2, 5—8 серии)
- Ивар Калныньш — Кондаков (1—2, 5—8 серии)
- Геннадий Смирнов — Гномов (1—2 серии)
- Василий Реутов — Грачихин (1—2 серии)
- Ирина Никулина — Татьяна Васильевна (1—2 серии)
- Виталий Любский — Клюев (1—2 серии)
- Светлана Строгова — Евтухова (1—2 серии)
- Михаил Лучко — Гена (1—2 серии)
- Кирилл Полухин — киллер (1—2 серии)
- Элина Николаева — Тихонова (1—2 серии)
- Наталья Щербакова — Зойка Иванова (1—2, 5—8 серии)
- Георгий Швечков — связист (1—2 серии)
- Юрий Орлов — психолог (1—2 серии)
- Сергей Занин — Ромашов (1—2 серии)
- Алексей Симонов — Женя (1—2 серии)
- Алла Одинг — жена Жени (1—2 серии)
- Эрик Кения — брат Гиви (1—2 серии)
- Ирина Коваленко — соседка (1—2 серии)
- Ирина Патракова — Клюева (1—2 серии)
- Виктория Раевская — хозяйка гостиницы (1—2 серии)
- Владимир Артемов — полковник (1—2 серии)
- Владимир Кутейников — Сергеев (1—2, 5—8 серии)
- Павел Чашкин — подросток (1—2 серии)
- Кирилл Данилов — сержант (1—4 серии)
- Алексей Девотченко — Кузькин (1—2 серии)
- Валерий Дегтярь — Керженцев-Луговской (3—4 серии)
- Рудольф Фурманов  (озвучил Вадим Яковлев)— Эдуард Грулев (3—4 серии)
- Ольга Белявская — Светлана (3—4 серии)
- Олег Куликович —  «Пухлый» (3—4 серии)
- Игорь Головин —  «Сухарь» (3—4 серии)
- Галина Бокашевская — жена «Мухомора» (3—4, 7—8, 11 серии)
- Петр Журавлев — врач (3—4 серии)
- Олег Пальмов — Бурмистров (3—4 серии)
- Ольга Остроумова-Гутшмидт — Бурмистрова (3—4 серии)
- Дмитрий Луговкин — Костя (3—4 серии)
- Наталья Терехова — Таня (3—4 серии)
- Лев Елисеев — директор лицея (3—4 серии), оценщик в скупке (23 серия)
- Николь Дегтярь — Катя Керженцева (3—4 серии)
- Спартак Кандауров (озвучил Сергей Бехтерев) — маг (3—4 серии)
- Константин Шелестун —  «Бяка» (3—4 серии)
- Любовь Учаева — бабуля (3—4 серии)
- Игорь Иванов — Суслин (3—4 серии)
- Татьяна Шахматова — кассирша (3—4 серии)
- Александр Балсанов — строитель (3—4 серии)
- Дмитрий Мурашев — Камарин (5—8 серии)
- Валерий Филонов — генерал (5—6 серии)
- Александр Дюрис — полковник (5—6 серии)
- Дмитрий Готсдинер — Брянцев (5—6 серии)
- Максим Сергеев — Рамиль Фархутдинов (5—6 серии)
- Геннадий Косарев — Куценко (5—6 серии)
- Ромуальд Макаренко — Барковский (5—6 серии)
- Виктор Федоров-Вишняков — сотрудник архива (5—6 серии)
- Владимир Маслаков — Никита (5—10 серии)
- Владимир Баранов — стукач (5—6 серии)
- Константин Гершов — потерпевший (5—6 серии)
- Валерий Ковалев — сержант (5—6 серии)
- Владислав Игнатьев — Пименов (5—6 серии)
- Александр Иванов —  (5—6 серии)
- Сергей Петров — нанявшийся на разгрузку (5—6 серии)
- Антон Денисов — инспектор ДПС (5—6 серии)
- Максим Крупский — инспектор ДПС (5—6 серии)
- Сергей Амосов —  инспектор ГАИ (5—6 серии)
- Алексей Сельянов — свидетель (5—6 серии)
- Светлана Наедина — свидетельница (5—6 серии)
- Игорь Павлов — администратор магазина (5—6 серии)
- Юлия Котова — Ласточкина (5—6 серии)
- Татьяна Запольнова — дама на приеме (5—6 серии)
- Андрей Сидельников — бизнесмен (5—6 серии)
- Александр Кладько — охранник (5—6 серии); Гусев (15—16 серии)
- Артем Анчуков — охранник (5—6 серии)
- Александр Иванов — охранник (5—6 серии)
- Вахтанг Беридзе — торговец мылом (5—6 серии)
- Валерий Кухарешин — Виктор Иванович (7—8 серии)
- Александр Карпухов — Заплаткин (7—8 серии)
- Борис Петухов — Иволгин (7—8 серии)
- Анатолий Рудаков — Дюбель (7—8 серии)
- Карен Багдасарян — кавказец (7—8 серии)
- Айказ Багдасарян — кавказец (7—8 серии)
- Дмитрий Старшинов — внучатый племянник Петренко (7—8 серии)
- Егор Гришин — наркоман (7—8 серии)
- Алексей Чардымский — душевнобольной (7—8 серии)
- Алексей Одинг — слесарь (7—8 серии)
- Сергей Колесов — эпизод (11—12 серии)
- Сергей Паршин — подполковник Мартынюк, и.о. начальника РУВД (9—11 серии)
- Наталия Потапова — Клара Ивановна (21 серия)

## Режиссёры
- Владимир Шевельков
- Алексей Козлов
- Владимир Крайнев
- Всеволод Шиловский
- Дмитрий Светозаров
- Виктор Конисевич[укр.]
- Алексей Лебедев
- Василий Сериков
- Виллен Новак
- Арменак Назикян
- Каринэ Фолиянц
- Жанна Соколова
- Надежда Якушева
- Александр Колбышев
- Борис Павлов-Сильванский
- Игорь Мужжухин
- Андрей Кудиненко
- Игорь Истомин
- Вартан Акопян
- Дмитрий Панченко
- Дмитрий Онищенко

## Съёмочная группа
- Авторы сценария: Илья Шиловский, Людмила Пивоварова, Ася Карева, Олег Маловичко, Сергей Бойко, Аркадий Кортиков, Александр Гусельников, Михаил Кетов
- Операторы-постановщики: Сергей Юриздицкий, Степан Коваленко, Александр Корнеев, Юрий Гармаш, Александр Екимов
- Композитор: Алексей Зубарев
- Художник-постановщик: Виктор Власков
- Постановщик трюков:Олег Корытин, Сергей Головкин
- Визуальные эффекты: студия «Бегемот»

## Правообладатели
- 13 июля 2010 Арбитражный суд г. Москвы зарегистрировал заявления о несостоятельности ООО «Феникс-фильм» и ООО «Люксфильм», которые продюсировали ранее телесериал «Опера. Хроники убойного отдела».
- ООО «Новый русский сериал» подал иск в суд[когда?] о защите нарушенных авторских прав — нарушение состояло в том, что персонажи, задействованные в сериале «Опера. Хроники убойного отдела», совпадали с персонажами выпускавшегося ранее сериала «Улицы разбитых фонарей».